# (7080) 1986 RS1
(7080) 1986 RS1 (1986 RS1, 1979 OE11) — астероїд головного поясу.
Тіссеранів параметр щодо Юпітера — 3,579.